# Fjällkronad timalia
Fjällkronad timalia (Malacopteron cinereum) är en sydostasiatisk fågel i familjen marktimalior inom ordningen tättingar.

## Utseende och läte
Fjällkronad timalia är en 14–16 cm lång fågel, i fjäderdräkten lik sotkronad timalia. Ovansidan är olivbrun, undersidan vitaktig med en skugga av ett gråaktigt bröstband. Stjärten är matt rostbrun. På huvudet syns att hjässan är rostbrun med svarta spetsar på främre delen och svartaktig på bakre (hos underarten indochinense dock olivbrun). Den har vidare ljusbrun tygel och ögonbrynsstreck, och runt ögat syns små vita fläckar. Kinden är gråbrun liksom örontäckarna.

## Utbredning och systematik
Fjällkronad timalia delas in i fem underarter med följande utbredning:
- Malacopteron cinereum indochinense – sydöstra Thailand till Kambodja och södra Laos
- Malacopteron cinereum cinereum – Malackahalvön till Sumatra, Borneo och intilliggande öar
- Malacopteron cinereum niasense – Nias (utanför Sumatra)
- Malacopteron cinereum rufifrons – Java
- Malacopteron cinereum bungurense – norra Natunaöarna (utanför norra Borneo)

Underarten bungurense inkluderas ofta i cinereum.

## Levnadssätt
Fjällkronad timalia hittas i fuktiga låglänta skogar upp till 800 meters höjd, på Sumatra upp till 1200 meter. Födan består av ryggradslösa djur som stora gräshoppor, men tar också frukt. Den ses vanligen i ljudliga och rörliga grupper som rör sig genom träden på medelhög nivå.

### Häckning
Arten häckar från maj till september på Borneo, februari–oktober i andra delar av Sydostasien. Boet är en prydlig skål av torra löv, palmblad och grovt gräs som placeras nära marken upp till 1,2 meters höjd i en buske eller i en klyka i ett sly. Däri lägger den två ägg.

## Status och hot
Arten har ett stort utbredningsområde och en stor population med stabil utveckling och tros inte vara utsatt för något substantiellt hot. Utifrån dessa kriterier kategoriserar internationella naturvårdsunionen IUCN arten som livskraftig (LC). Världspopulationen har inte uppskattats men den beskrivs som generellt vanlig.